# Гельмонд, Самуил Израилевич
Самуил (Шмуэль) Израилевич Гельмонд (идиш שמועל העלמאָנד‎; 1907—1941) —— советский еврейский поэт. Писал на языке идиш.

## Биография
Самуил Гельмонд родился 10 ноября 1907 года в городе Владимир-Волынский Волынской губернии в семье учителя (по другим данным — в городе Хорошки). С детства начал писать стихи. Учился в Житомире и Киеве. После окончания Педагогического института работал учителем в еврейской школе в Житомире, а затем в Одессе. Принимал участие в общественно-культурной жизни города. Состоял в Союзе писателей.
В 1924 году его стихи были впервые опубликованы в еврейском молодёжном журнале «Юнгвалд». Позднее его произведения печатались и в центральных еврейских периодических изданиях, в том числе в альманахе «Советиш». В 1926 году увидела свет его первая книга — поэма «Триполье». Позднее были изданы сборник стихов «Югнт ин ланд» («Молодость в стране», 1931), поэмы «Электре ин степ» («Электрика в степи», 1935) и другие произведения. В его стихах затрагиваются темы Гражданской войны и защиты страны от врага.
После начала Великой Отечественной войны ушёл добровольцем на фронт в звании младшего лейтенанта. Погиб в августе 1941 года в бою у села Васино Кировоградской области.